# Wykluczenie komunikacyjne w Polsce

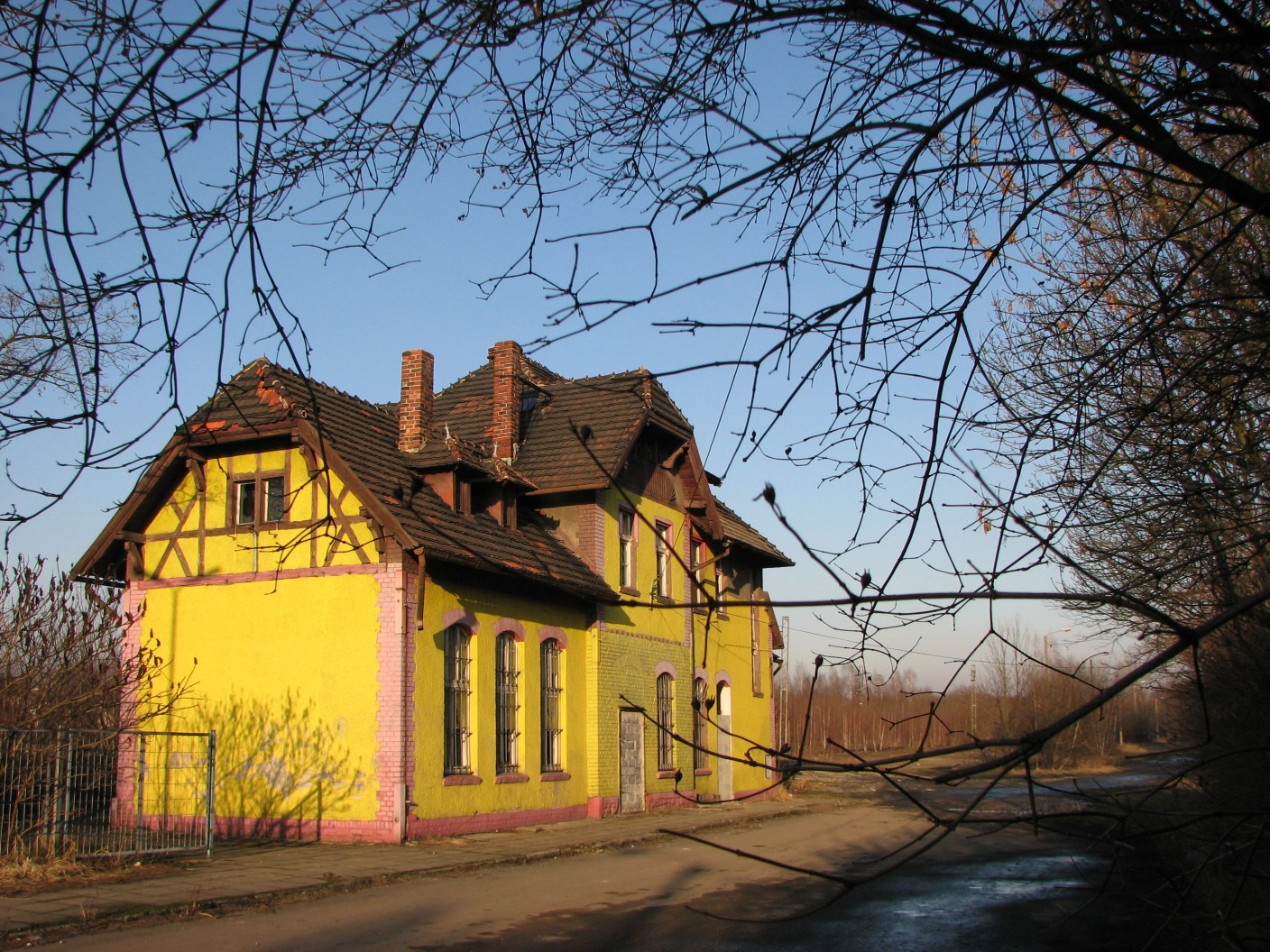
Zlikwidowana stacja kolejowa w Jastrzębiu-Zdroju, największym polskim mieście pozbawionym kolei

Wykluczenie komunikacyjne lub transportowe – pozbawienie bądź utrudnienie możliwości korzystania z transportu publicznego mieszkańców danego obszaru. W 2018 roku Klub Jagielloński szacował, że w gminach, które nie organizują lokalnych połączeń autobusowych mieszka 13,8 miliona Polaków. W 2022 EUROREG potwierdził, że wykluczenie to dotyka kilkunastu milionów osób w kraju, z czego dla 6 milionów powoduje to mniejsze lub większe trudności z wypełnieniem codziennych obowiązków (m.in. tych związanych z pracą i realizacją obowiązku szkolnego). Wykluczenie komunikacyjne dotyczy nie tylko braku połączeń środkami transportu publicznego, ale również trudności w zdobyciu informacji o połączeniu bądź niedostatecznej dystrybucji biletów.

## Przyczyny
W połowie lat sześćdziesiątych XX wieku rozpoczął się proces spadku liczby połączeń kolejowych towarowych i pasażerskich w Polsce, czego następstwem była redukcja długości linii kolejowych z ok. 27 000 km w 1954 roku do ok. 24 200 km w 1983 roku. Do 1962 roku rozwój kolejnictwa oparty był na trakcji parowozowej, którą później stopniowo, w miarę elektryfikacji linii kolejowych, zastępowano trakcją elektryczną. W 1981 roku zelektryfikowano niecałe 30% linii kolejowych w Polsce. W latach osiemdziesiątych XX wieku w Polsce nie budowano nowych połączeń kolejowych, koncentrując się na budowie drugich torów na najistotniejszych liniach oraz ich elektryfikacji. W 1990 roku długość zelektryfikowanych linii zwiększyła się do ok. 11 400 km. Przemiany gospodarcze i społeczne związane z transformacją ustrojową oraz spadek wymiany towarowej opartej na wydobyciu surowców mineralnych i przemyśle ciężkim skutkowały likwidacją nierentownych połączeń. Łącznie w latach 1981–1993 zakończono ruch pasażerski na ponad 5600 km linii kolejowych, w tym w latach 1987–1993 na ponad 1700 km linii kolejowych. W latach 1987–1992 zamknięto ponad 500 przystanków i stacji kolejowych oraz rozebrano ponad 650 km torów. 

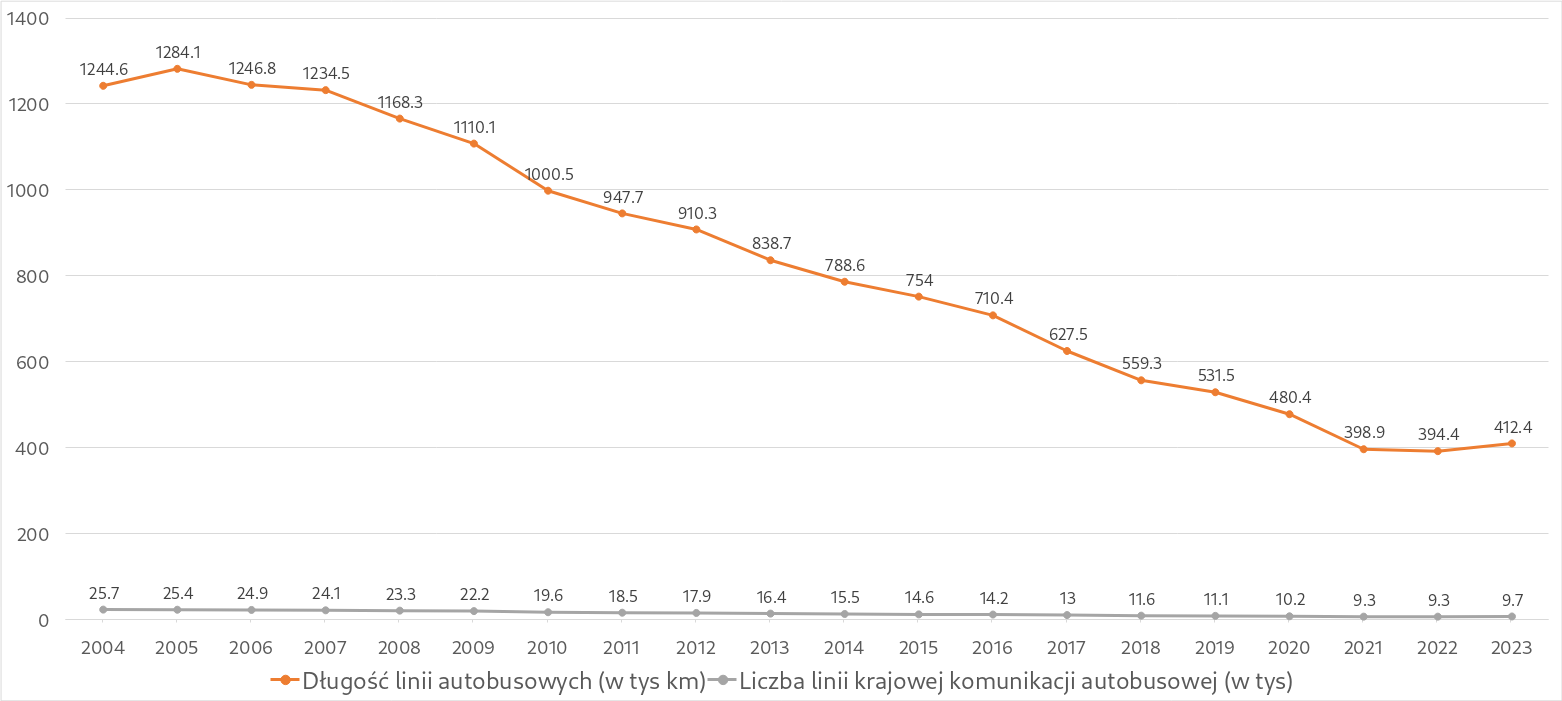
Długość oraz liczba linii krajowej komunikacji autobusowej od 2004 do 2023 roku

W latach 1993–2016 transport autobusowy poza miastami zredukował swą ofertę o 50 proc., tracąc ok. 75 proc. klientów. W drugiej dekadzie XXI wieku zmalała liczba linii autobusowych; od 15 tysięcy w roku 2014 aż do 13 tys. w roku 2017. Transportu zbiorowego było pozbawionych 20 proc. sołectw. Analiza transportu lokalnego na przykładzie słabo zurbanizowanych okolic Piły wykazała, że w obecnym stanie transport publiczny służy głównie młodzieży dojeżdżającej do szkół; w dni nauki szkolnej w podregionie, wykluczonych komunikacyjnie jest 22 proc. jego mieszkańców, natomiast w dni bez nauki szkolnej wskaźnik ten wzrasta do 44 proc. (ferie szkolne), 60 proc. (soboty) i 63 proc. w niedziele. W 2016 roku długość krajowych linii komunikacji autobusowej według GUS wynosiła 710,4 tys km, w 2017 roku – 627,5 tys km, w 2018 roku – 559,3 tys km, w 2019 roku – 531,5 tys km, w 2020 roku – 480,4 tys km, a w 2023 roku – 412,4 tys km.

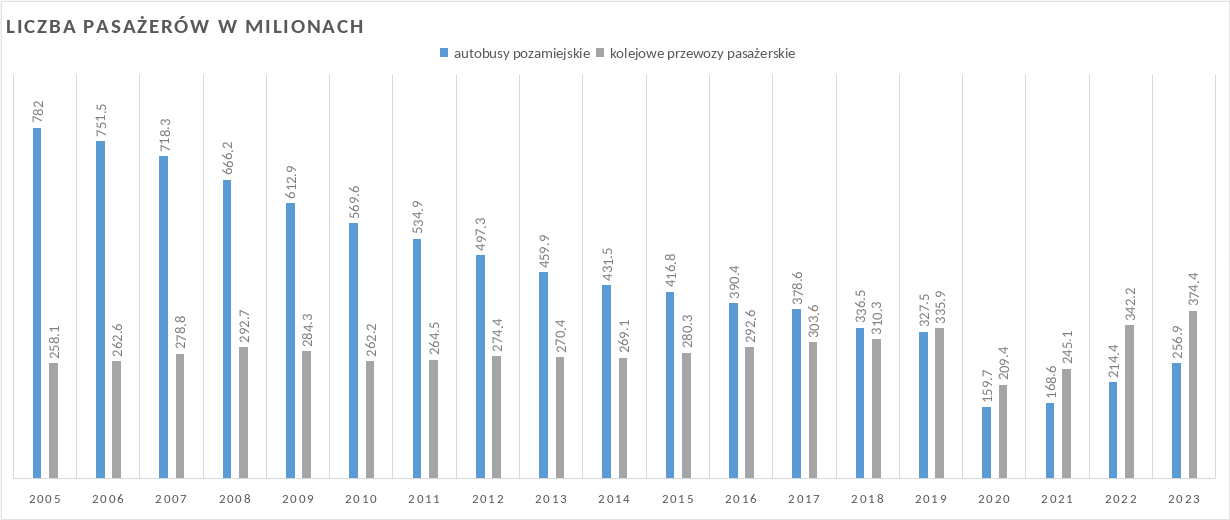
Przewozy w transporcie autobusowym z wyłączeniem komunikacji miejskiej (niebieski) oraz pasażerskim transporcie kolejowym (szary) w okresie 2005 – 2023

Z ograniczoną dostępnością komunikacyjną borykają się także mieszkańcy dużych miast. Jednym z wyznaczników dostępności jest odległość od stolicy województwa i stolicy państwa. W mniej niż 5 godzin do Warszawy nie dojedziemy na przykład z Przemyśla, Jeleniej Góry, Zgorzelca, Zielonej Góry czy Nowego Sącza. Z Nowego Sącza dojazd do Krakowa trwa ponad 3 godziny.

## Walka z wykluczeniem komunikacyjnym

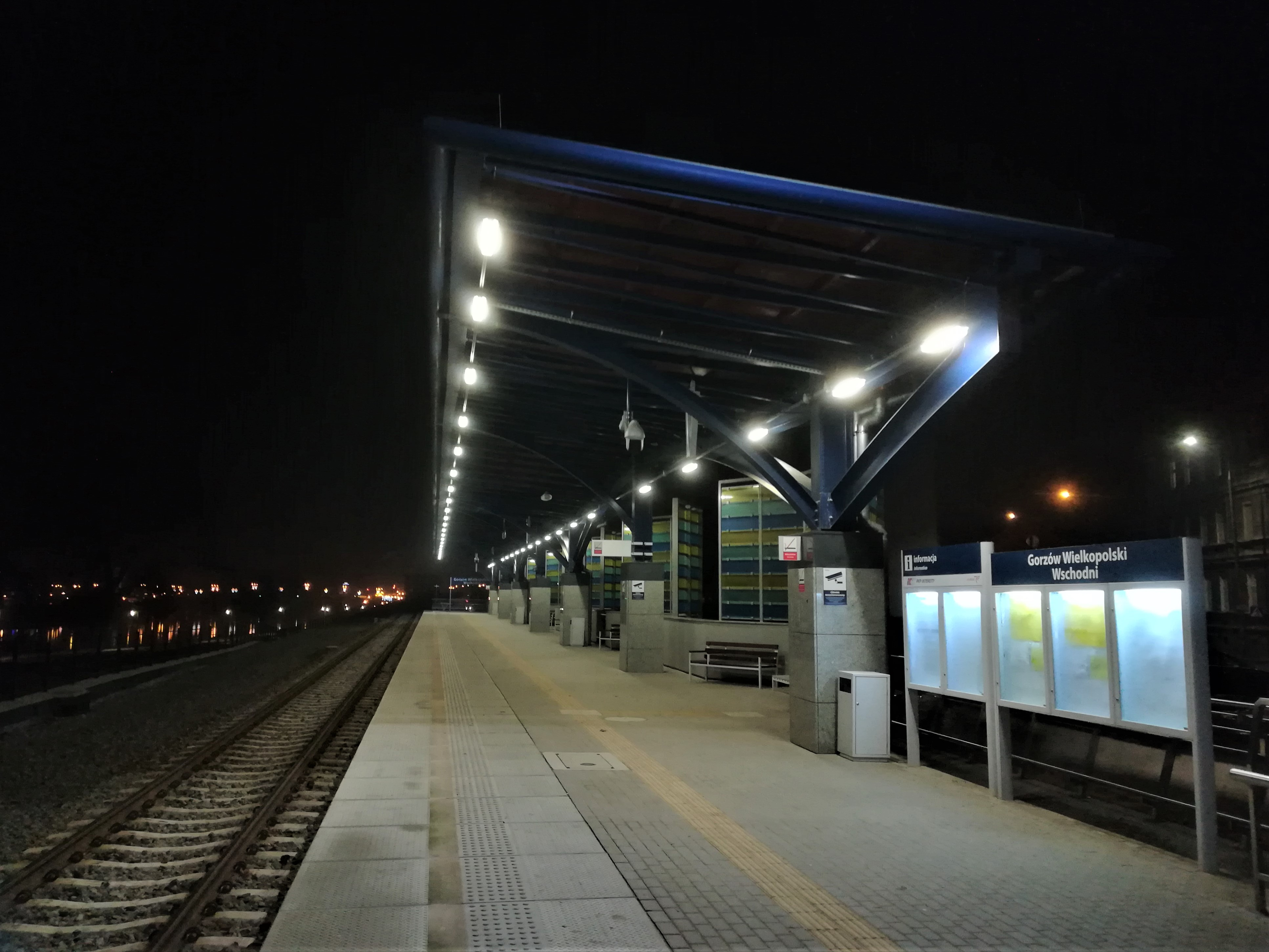
Nowo oddany do użytku przystanek kolejowy Gorzów Wielkopolski Wschodni

Kompleksowe przeciwdziałanie dalszemu regresowi kolejnictwa władze Polski podjęły pod koniec lat dziewięćdziesiątych XX wieku, restrukturyzując zacofany w stosunku do krajów Europy zachodniej rynek kolejowy. Na mocy ustawy z dnia 8 września 2000 roku o komercjalizacji, restrukturyzacji i prywatyzacji przedsiębiorstwa państwowego „Polskie Koleje Państwowe” podzielono jeden podmiot odpowiedzialny za kolejnictwo, wyodrębniając z niego przedsiębiorstwa zajmujące się organizacją odmiennych elementów przewozów kolejowych. W szczególności oddzielono zarządzanie infrastrukturą kolejową od organizacji przewozów oraz oddzielono organizację przewozów towarowych od pasażerskich i powołano osobne przedsiębiorstwo przeznaczone do organizacji przewozów kwalifikowanych pomiędzy regionami kraju. Działania te w ciągu kilku lat poprawiły sytuację finansową przedsiębiorstw kolejowych poprzez rozdział kompetencji i wstrzymania narastającego zadłużenia.

### Połączenia kolejowe
Usamorządowienie kolejowych przewozów regionalnych w 2004 roku, polegające na nałożeniu na województwa obowiązku utrzymania kolejowych przewozów lokalnych przy jednoczesnym wpływie władz województwa na organizację przewozów, skutkowało corocznym wzrostem nakładów publicznych na kolej. Wyższe nakłady na tabor i modernizację linii kolejowych, w szczególności zakup spalinowych szynobusów do obsługi linii niezelektryfikowanych, poprawiły wizerunek kolei pasażerskich w Polsce.

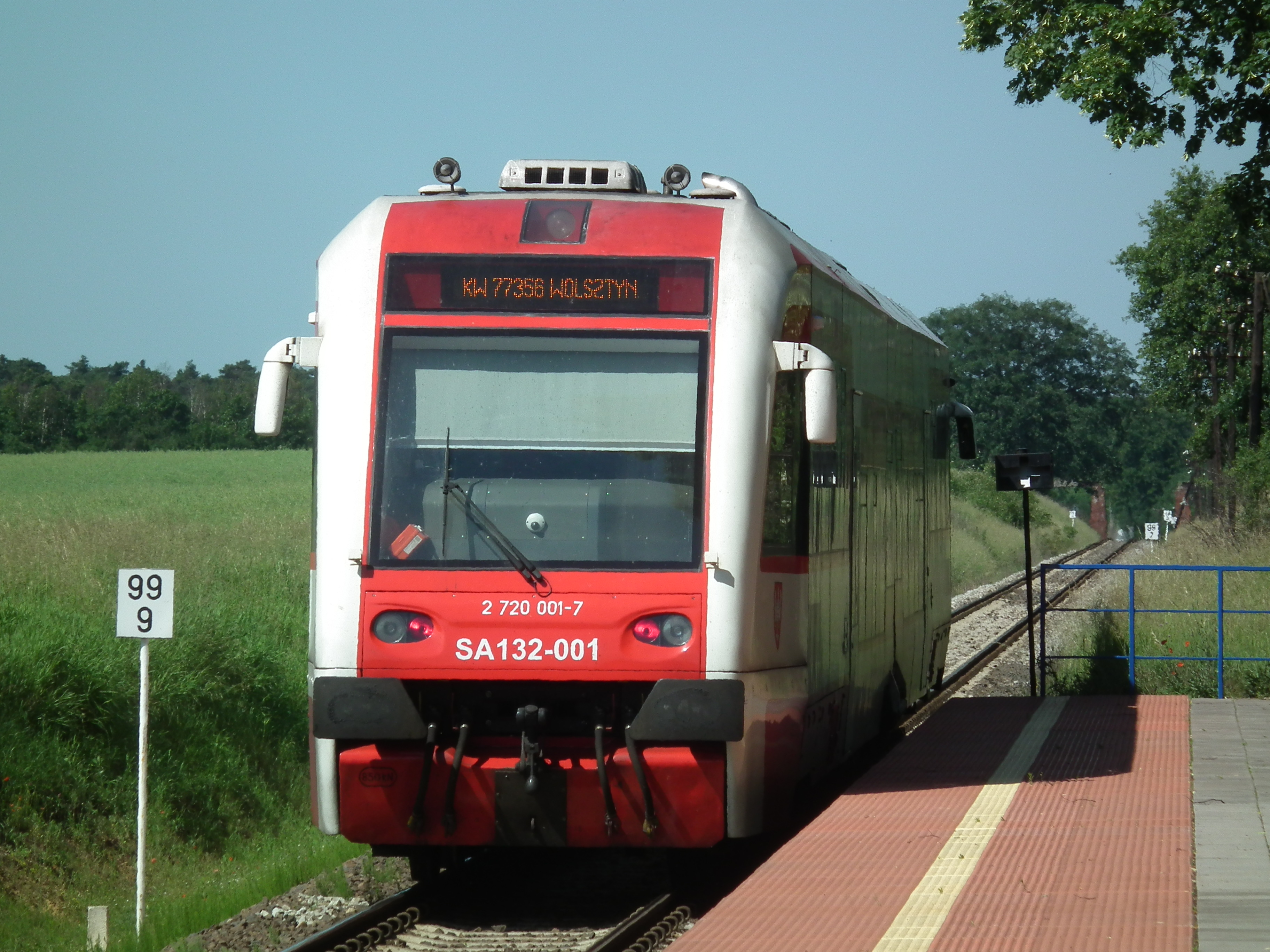
Szynobus regionalnej spółki Koleje Wielkopolskie na zrewitalizowanej jednotorowej linii kolejowej nr 357

W ramach rządowego programu restrukturyzacji i modernizacji spółek kolejowych z 2003 roku powołano w 2005 roku spółkę Koleje Mazowieckie z 51% udziałem samorządu wojewódzkiego, co w kolejnych latach skutkowało zwiększeniem liczby przewiezionych pasażerów i modernizacją taboru oraz wznowieniem ruchu pasażerskiego na części nieczynnych linii. Sprzeciw związków zawodowych uniemożliwił planowaną regionalizację organizacji przewozów poza Mazowszem, jednak w 2007 roku powstała całkowicie samorządowa spółka Koleje Dolnośląskie. Do jej pierwszych sukcesów należy obniżenie kosztów przewozów na liniach niezelektryfikowanych oraz przywrócenie w 2009 roku połączenia pasażerskiego na nieczynnej linii 326 z Wrocławia do Trzebnicy. W kolejnych latach samorządowe spółki organizujące transport kolejowy powołały województwa wielkopolskie, śląskie, łódzkie i małopolskie. W 2008 roku organizujące lokalny transport przedsiębiorstwo PKP Przewozy Regionalne przeszło na własność samorządów wojewódzkich.

### Połączenia autobusowe
Jako sposób na rozwiązanie problemu wykluczenia komunikacyjnego zapowiadano wprowadzony na mocy Ustawy z dnia 16 maja 2019 r. o Funduszu rozwoju przewozów autobusowych o charakterze użyteczności publicznej system dopłat dla organizatorów publicznego transportu zbiorowego na uruchomienie transportu autobusowego (z wyłączeniem komunikacji miejskiej). Początkowa stawka dopłaty do przejechanego kilometra wynosiła 1 zł, a 1 kwietnia 2020 roku została podniesiona do 3 zł.
Na poprawę dostępności do środków transportu wpływa przede wszystkim rozwój sieci połączeń autobusowych i kolejowych, ale również rzetelna informacja o rozkładzie jazdy, dostępna nie tylko dla mieszkańców danego regionu.

### Protesty przeciw wykluczeniu komunikacyjnemu
Ludzie pozbawieni realnego dostępu do transportu zbiorowego, zwłaszcza mieszkańcy obszarów wiejskich, rzadko upominają się o przywrócenie go przez władze lokalne, natomiast spontanicznie nabywają samochody czy rowery, co w ich przypadku stanowi metodę walki z wykluczeniem transportowym.

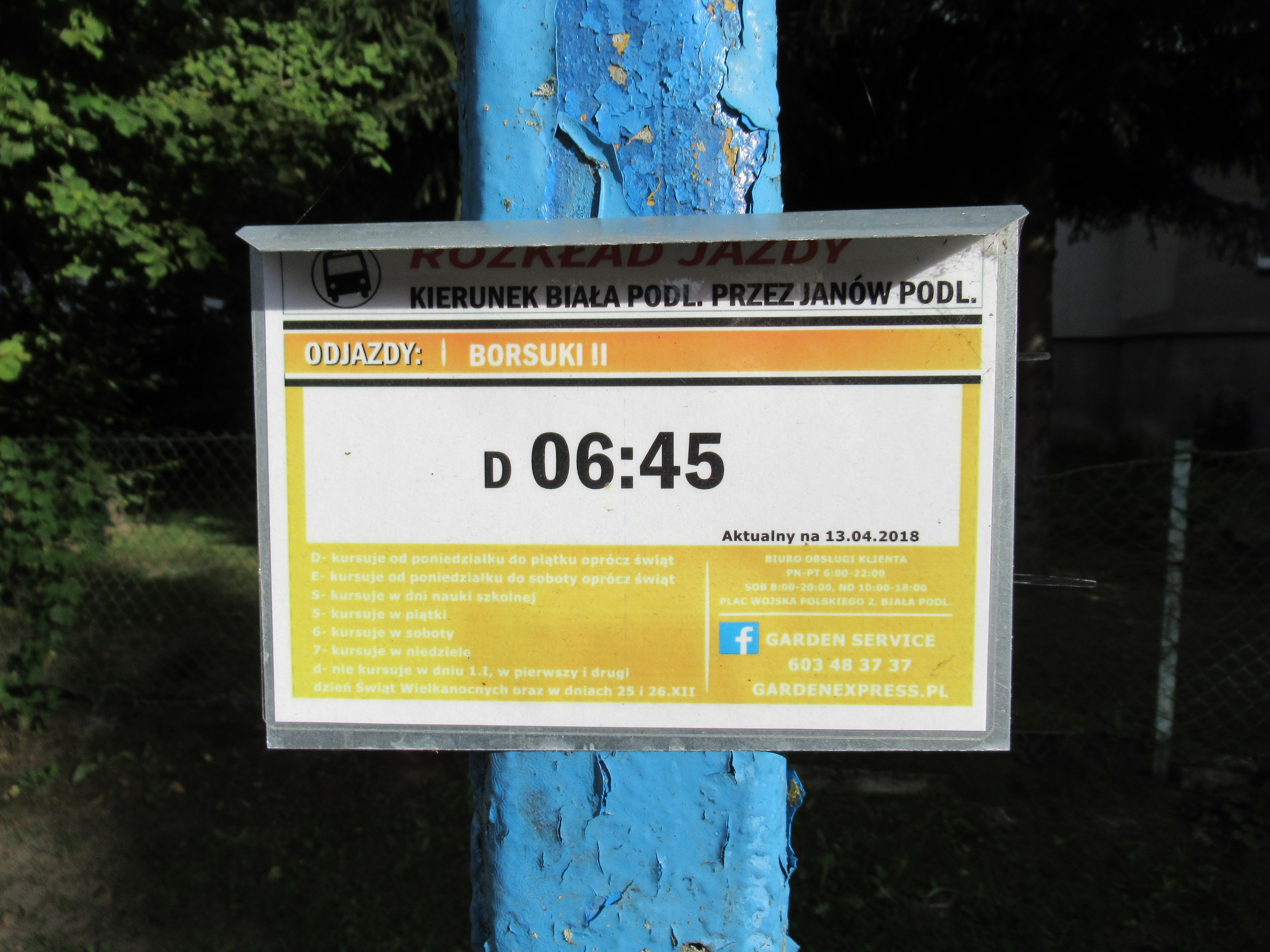
Rzadkie kursy są również powodem wykluczenia komunikacyjnego

Niekiedy w związku z opisywanym problemem organizowane są protesty. Jeden z największych protestów mieszkańców przeciw wykluczeniu komunikacyjnemu odbył się 8 czerwca 2019 na stacji Raszówka w powiecie lubińskim, gdzie miała miejsce blokada torów na reaktywowanej tego samego dnia linii z Legnicy do Lubina w geście protestu przeciw pomijaniu ich miejscowości przez pociągi. Na decyzję Kolei Dolnośląskich o niezatrzymywaniu się pociągów między Legnicą a Lubinem wpłynął prezydent Lubina. Przystanki na linii, w tym Raszówkę, oddano do ruchu wkrótce później, a decyzją sądu w Lubinie protestujący nie zostali ukarani, uznając, że działali w słusznej sprawie, choć formalnie orzeczono ich winę.

### Wykluczenie transportowe dzieci
W przypadku dzieci, a szczególnie młodzieży, szeroko rozumiany transport i dostęp do niego to jeden z kluczowych elementów kształtujących ich funkcjonowanie społeczne. Począwszy od możliwości edukacyjnych, poprzez dostęp do kultury, oferty sportowej i rekreacyjnej, a skończywszy na kształtowaniu relacji społecznych i uczestnictwie w życiu publicznym. UNICEF wskazuje, że brak dostępu do transportu ogranicza możliwość udziału w zajęciach pozalekcyjnych (wyrównawczych, ale i rozwijających zainteresowania). Uczniowie uzależniają wybór szkół średnich od możliwości dojazdu, a nie od swoich zdolności i zainteresowań. Trudności z dojazdem osłabiają więzy z rówieśnikami i wpływają na dobrostan psychiczny dzieci i młodzieży.

### Stanowisko Rzecznika Praw Obywatelskich
Problemem wykluczenia komunikacyjnego zajmuje się także Rzecznik Praw Obywatelskich. RPO zwraca uwagę, że wykluczenie transportowe jest faktyczną przeszkodą w realizacji konstytucyjnych praw i wolności obywatelskich, takich jak:
- wolność poruszania się (art. 52 ust. 1 Konstytucji),
- prawo do ochrony zdrowia (art. 68 ust. 1 Konstytucji),
- prawo osób z niepełnosprawnościami do pomocy ze strony władz publicznych w komunikacji społecznej (art. 69 Konstytucji),
- prawo do nauki (art. 70 ust. 1 Konstytucji),
- a bez dostępnego transportu nie można korzystać z usług publicznych gwarantujących godny poziom życia (art. 30 Konstytucji).

W ocenie RPO żadne z wprowadzonych dotąd rozwiązań prawnych nie gwarantuje ochrony tych praw konstytucyjnych.

## Białe plamy komunikacyjne
Białe plamy komunikacyjne to zjawisko związane z wykluczeniem komunikacyjnym. Określa się tak miejsca, gdzie nie ma komunikacji zbiorowej, co uważane jest za przyczynę wykluczenia mieszkańców z dostępności do zakupów, kultury, oświaty, pracy, służby zdrowia, a nawet przerwania więzi rodzinnych. Stowarzyszenie Miasto Jest Nasze opracowało mapę i raport dotyczący wykluczenia transportowego województwa mazowieckiego.

## Wykluczenie w mediach i literaturze
O zagadnieniach polityki transportowej, w tym o związkach między mobilnością a wykluczeniem społecznym traktuje książka Problemy transportowe miast. Stan i kierunki rozwiązań, autorstwa Anny Mężyk i Stanisławy Zamkowskiej, wyd. PWN.
W 2020 r. książka Olgi Gitkiewicz Nie zdążę, poświęcona właśnie wykluczeniu komunikacyjnemu, zdobyła nagrodę Książki Reporterskiej Roku w XXIV edycji konkursu Grand Press. W uzasadnieniu podano, że problem dotyczy jednej trzeciej mieszkańców Polski.
W reportażu z 2022 r. Weronika Puszkar A jeśli nie zdążę opowiada o dostosowaniu życia mieszkańców mniejszych miejscowości do rozkładu busów.